# Elizabeth Partridge
Elizabeth Partridge (1º settembre 1951) è una scrittrice statunitense.

## Biografia
Figlia del fotografo Rondal Partridge e di Elizabeth Woolpert e nipote per parte paterna di Imogen Cunningham, è cresciuta a Berkeley e si è laureata all'Università della California in "Women's studies" prima di dedicarsi allo studio della medicina tradizionale cinese nel Regno Unito.
Dopo aver lavorato come agopunturista per un ventennio, ha abbandonato l'attività per dedicarsi alla scrittura a tempo pieno e ha pubblicato numerose opere per bambini e giovani adulti oltre a saggi e biografie.
L'ultimo riconoscimento ottenuto in ordine di tempo è stato il Premio Phoenix del 2018 per Restless Spirit: The Life and Work of Dorothea Lange sulla fotografa documentaria statunitense.

## Opere

### Saggi e biografie
- Dorothea Lange: la vita come visione, 1895-1965 (Dorothea Lange: A Visual Life, 1993), Torino, Società editrice internazionale, 1996 ISBN 88-05-05645-6.
- Restless Spirit: the Life and Work of Dorothea Lange (1998)
- This Land Was Made For You and Me: The Life and Songs of Woody Guthrie (2002)
- Quizzical Eye: The Photography of Rondal Partridge (2003)
- John Lennon: All I Want Is the Truth (2005)
- Marching for Freedom: Walk Together, Children, and Don't You Grow Weary (2009)
- John F. Kennedy (2010)

### Romanzi
- Clara and the Hoodoo Man (1996)
- Dogtag Summer (2011)

### Album illustrati
- Pig's Eggs (2000)
- Oranges On Golden Mountain (2001)
- Moon Glowing (2002)
- Whistling (2003)
- Kogi's Mysterious Journey (2003)
- Big Cat Pepper (2009)

## Premi e riconoscimenti
- National Book Award per la letteratura per ragazzi: 2002 finalista con This Land Was Made for You and Me: The Life and Songs of Woody Guthrie
- Michael L. Printz Award: 2006 finalista con John Lennon: All I Want is the Truth
- Premio Phoenix: 2018 vincitrice con Restless Spirit: The Life and Work of Dorothea Lange